# Parque Natural Cabeceiras do Aricanduva
O Parque Natural Cabeceiras do Aricanduva está no Programa de Metas da Prefeitura (Meta 63) e fica localizado na zona leste de São Paulo, nas Subprefeituras de Cidade Tiradentes e de São Mateus.
Possui vegetação remanescente da Mata Atlântica e na região ficam as nascentes do Rio Aricanduva.
Formado por uma rica flora, fauna e em destaque, quatro aves endêmicas da Mata Atlântica: tucano-de-bico-verde, o periquito-rico, a choca-da-mata e o tiê-preto. Registrados por equipes do Herbário Municipal e da Divisão da Fauna Silvestre, ambos de SVMA.

## PMMA - Plano Municipal da Mata Atlântica
É um dos locais de prioridade no PMMA para recuperação e conservação, com a proposta de implementação de corredores ecológicos devido a relevância ecológica.

## Projeto da Sede
O projeto da sede do parque foi selecionado para compor a publicação do Guia AIB, que terá enfoque no Objetivo de Desenvolvimento Sustentável (ODS) 13, da Organização das Nações Unidas (ONU) e que dispõe sobre a Ação Contra a Mudança Global do Clima.